# Anomala kuekenthali
Anomala kuekenthali är en skalbaggsart som beskrevs av Carsten Zorn 2006. Anomala kuekenthali ingår i släktet Anomala och familjen Rutelidae. Inga underarter finns listade i Catalogue of Life.